# ダットサン・キャブライト
キャブライト（CABLIGHT）は、かつて日産自動車で製造され、ダットサンブランドで販売されていた小型トラック・バンである。

## 歴史

### 初代 A20型（1958年 - 1961年）

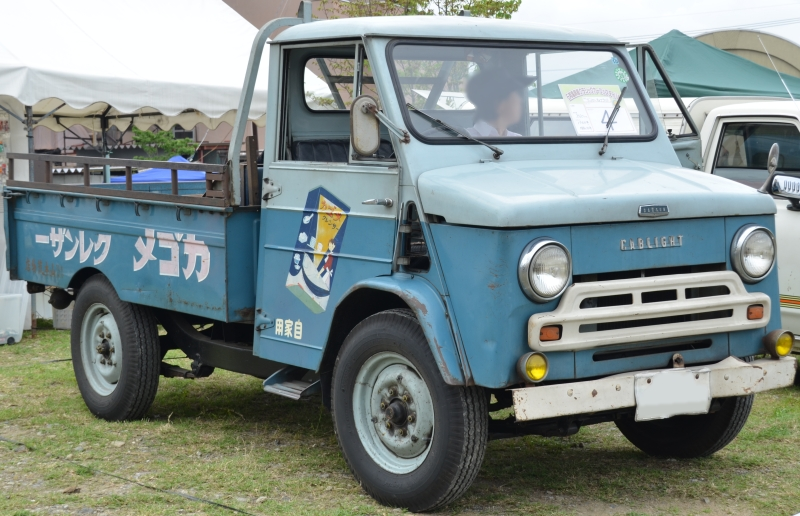
初代キャブライト

1958年（昭和33年）8月登場。コンセプトは、先行して1954年（昭和29年）から生産され、小型トラック市場で大成功をおさめていたトヨタ自動車のSKB/トヨエースに追随したもので、既存のボンネット型ダットサントラック120型のシャシとサイドバルブ直列4気筒エンジンを流用しつつ、簡易なセミ・キャブオーバー型キャビンと、ボンネット型車より若干長い荷台を乗せるという、トヨエースと全く同じ手法を使っていた。
一方で、旧弊な設計のエンジンを持つトヨエースと比べてもさらにエンジンが小排気量・旧式であり（トヨエース＝S型1,000 cc・3ベアリング、キャブライト＝860 cc・2ベアリング）、性能面・耐久性での見劣りは否めず、販売実績は不調であった。
当初は、1957年（昭和32年）に220型へのモデルチェンジで価格が上昇したダットサントラックより車格が下という位置づけであり、パワフルな最新のエンジンと、乗用車のような運転姿勢・乗り心地を長所とする220型ダットサントラックに比べ、シートはパイプ椅子のような構造で、助手席側のワイパーが手動式、燃料計が無く、助手席の後ろから棒を挿して残量を確認する方式だった。これらもまた圧倒的な低価格を武器とするトヨエースを後追いしたような内容であった。

### 2代目 A120/122型（1961年 - 1964年）
1961年（昭和36年）3月登場。
1962年（昭和37年）マイナーチェンジ。これまでのSVヘッドを用いた直列4気筒のガソリンエンジン（B
型・860 cc）からOHVヘッドを用いた直列4気筒のガソリンエンジン（D10型・1,046 cc）に変更。A122型となる。

### 3代目 A220/221型（1964年 - 1968年）

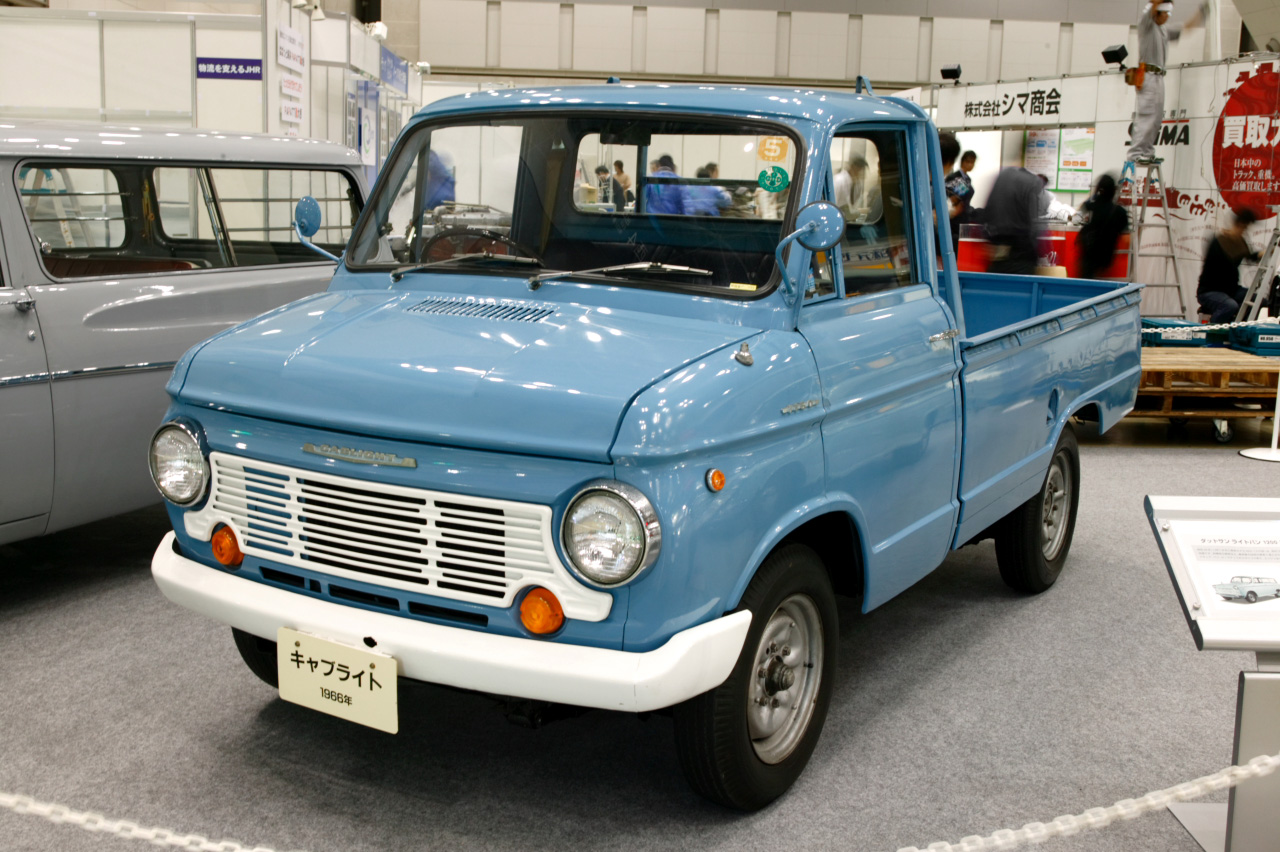
3代目
キャブライト 1150 トラック

1964年（昭和39年）3月登場。
バン及びコーチのリアドアには国産車では初となるスライドドア機構を採用した。
1966年（昭和41年）マイナーチェンジ。エンジンをこれまでのD10型からD11型（直4・OHV・1,136 cc）に変更。型式はA221型となる。
1968年（昭和43年）3月モデルチェンジ。キャブスターへ車名を変更。